# ام‌اس موندنس
ام‌اس موندنس (به انگلیسی: MS Moondance) یک کشتی است که طول آن ۱۱۲٫۳۲ متر (۳۶۸ فوت ۶ اینچ) می‌باشد. این کشتی در سال ۱۹۷۸ ساخته شد.